# Биказ
Бика́з (рум. Bicaz) — город в Румынии в составе жудеца Нямц. Расположен в 30 км к западу от административного центра жудеца — города Пьятра-Нямц. В состав города также входят следующие населённые пункты — Капша, Додень, Извору-Мунтелуй, Извуру-Алб, Поточь, Секу.

## История
Впервые упоминается в документе 1625 года. В документе 1855 года упоминается как место проведения ярмарок.
Долгое время это была обычная сельская местность, однако в 1950 году на реке Бистрица началось строительство ГЭС «Стежару», и в районе деревни стали возводиться жильё и инфраструктура для строителей и работников ГЭС. В 1960 году строительство водохранилища было завершено, и бывшая деревня получила статус города.
Согласно переписи 2016 года, население города составляло 8626 человек. По численности населения это самый маленький город в составе жудеца. Примечательно, что в составе жудеца есть населённые пункты с бо́льшим количеством жителей, являющиеся деревнями.

## Города побратимы
- Оргеев (Молдавия)
- Хасселт (Бельгия)
- Лозанна (Швейцария)